# Guaitíl
Guaitíl è un distretto della Costa Rica facente parte del cantone di Acosta, nella provincia di San José.